# Kerncentrale Saint-Alban
De kerncentrale Saint-Alban ligt in de gemeente Saint-Alban-du-Rhône in de regio Auvergne-Rhône-Alpes aan de river de Rhône. De kerncentrale ligt circa 50 kilometer ten zuiden van Lyon.
De centrale heeft twee drukwaterreactoren (PWR).
| reactorblok   | reactortype | vermogen | begin bouw | inbedrijfname | stillegging |
| ------------- | ----------- | -------- | ---------- | ------------- | ----------- |
| Saint-Alban-1 | PWR         | 1335 MW  | 1979       | 1986          |             |
| Saint-Alban-2 | PWR         | 1335 MW  | 1979       | 1987          |             |